# Mijaíl Kadets
Mijaíl Iósifovich Kadets (en ruso: Михаил Иосифович Кадец, en ucraniano: Михайло Йосипович Кадець, a veces transliterado como Kadec; 30 de noviembre de 1923 - 7 de marzo de 2011) fue un matemático judío nacido en la Unión Soviética, que trabajó en análisis matemático y en la teoría de espacios de Banach.

## Semblanza
Kadets nació en Kiev, la ciudad donde estaba radicada su familia. En 1943 fue reclutado por el ejército para combatir durante la Segunda Guerra Mundial, y tras ser desmovilizado en 1946, estudió en la Universidad de Járkov y se graduó en 1950. Después de varios años en Makíyivka, regresó a Jarkov en 1957, donde pasó el resto de su vida trabajando en varios institutos. Inició su doctorado en 1955 bajo la supervisión de Boris Levin, y defendió su tesis doctoral en 1963. Fue galardonado con el Premio Estatal de Ucrania en 2005.
Después de leer la traducción al ucraniano de la monografía Théorie des Opérations Linéaires escrita por Stefan Banach, se interesó en la teoría de los espacios de Banach. En 1966, Kadets resolvió afirmativamente el problema de Banach-Fréchet, que planteaba si dos espacios de Banach de dimensión infinita separables cualesquiera son homeomorfos. Desarrolló el método de normas equivalentes, que ha encontrado numerosas aplicaciones. Por ejemplo, demostró que todo espacio de Banach separable admite una norma diferenciable de Fréchet equivalente si y solo si el espacio dual es separable.
Junto con Aleksandr Pelchinskii, obtuvo importantes resultados sobre la estructura topológica de los espacios Lp.
También realizó varias contribuciones a la teoría de los espacios normados de dimensión finita. Junto con M. G. Snobar (1971), demostró que cada subespacio de dimensión {\displaystyle n} de un espacio de Banach es la imagen de una proyección de norma como máximo de {\displaystyle {\sqrt {n}}}. Junto con V. I. Gurarii y V. I. Matsaev, encontró el orden exacto de magnitud de la distancia de Banach-Mazur entre los espacios {\displaystyle n}-dimensionales {\displaystyle \ell _{p}^{n}} y {\displaystyle \ell _{q}^{n}.}
En análisis armónico, demostró (1964) lo que ahora se llama el teorema {\displaystyle 1/4} de Kadets, que establece que, si {\displaystyle |\lambda _{n}-n|\leq C<1/4} para todos los números enteros {\displaystyle n}, entonces la secuencia {\displaystyle (\exp(i\lambda _{n}x))_{n\in \mathbb {Z} }} es una base de Riesz en {\displaystyle L_{2}[-\pi ,\pi ]}.
Kadets fue el fundador de la escuela de espacios de Banach de Jarkov, y junto con su hijo Vladimir Kadets escribió dos libros sobre series en los espacios de Banach.